# ティモシー・カールトン
ティモシー・カールトン（英: Timothy Carlton、本名：ティモシー・カールトン・コングドン・カンバーバッチ、1939年10月4日 - ）はイングランドの俳優。妻ワンダ・ヴェンサム、息子ベネディクト・カンバーバッチも同じく俳優である。

## 俳優になるまで
カールトンはバークシャー・レディングで、母ポーリーン・エレン・レイン（旧姓コングドン）、父ヘンリー・カールトン・カンバーバッチの間に生まれた。父は2度の世界大戦で勲章を授与された海軍士官で、またロンドン上流社会の名士でもあった。祖父に当たるヘンリー・アーノルド・カンバーバッチは、聖マイケル・聖ジョージ勲章を受けた人物で、ヴィクトリア女王時代に駐スミュルナ総領事を務めた。ドーセット・シェアボーンのシェアボーン・スクール出身である。

## キャリア
カールトンは舞台俳優として長いキャリアを持っている（ "Her Royal Highness..?" (en) など）。またテレビ番組にも数多く出演しており、BBCでは1966年以来、シットコムの『エグゼクティブ・ストレス』（1986年）、『ネクスト・オブ・キン』（1995年 - 1997年）、テレビ映画『スカーレット・ピンパーネル』（1982年）などに出演している。映画では『水滴』（1968年）、『ブレイキング・オブ・バンボ』（1970年）、『ザット・ラッキー・タッチ』（1975年）、『ハイ・ロード』（1983年）、『パーティング・ショッツ』（1999年）などに出演している。また近年では、『ダウントン・アビー』シーズン2にカメオ出演している。現在は1927年創業・ロンドンの舞台エージェント会社、スーザン・エンジェル・アンド・ケヴィン・フランシス有限会社と契約を結んでいる。

## 私生活
カールトンは、女優のワンダ・ヴェンサムとドラマ『ア・ファミリー・アット・ウォー』撮影中の1970年に出会い、1976年4月に結婚した。ヴェンサムとは1973年放送の『ロータス・イーターズ』や、『SHERLOCK（シャーロック）』（2014年 - ）で共演しているが、後者では実の息子ベネディクト・カンバーバッチとも共演している。
2015年にはカンバーバッチに第1子となる息子が生まれたと報じられたが、この息子の名前は、祖父に当たるカールトンの名前からも取られている。